# Abeurador del Camí del Castell
Abeurador del Camí del Castell és un abeurador d'animals, situat al costat esquerre de la riba del riu Ondara, sota el camí que va a l'Església de Sant Antolí, abans d'arribar a la zona dels molins del poble i proper a un safareig. Aquest se'ns presents obrat a partir d'una estructura de forma rectangular, adossada al mur esquerra que sustenta un conreu situat vora a una casa particular.